# Jewgeni Wassiljewitsch Malinin
Jewgeni Wassiljewitsch Malinin (russisch Евгений Васильевич Мали́нин; englische Transkription: Yevgeny Malinin; * 8. November 1930 in Moskau; † 6. April 2001 in Kassel) war ein russischer Pianist und Musikpädagoge.
Jewgeni Malinin studierte am Moskauer Konservatorium bei Tamara Bobowitsch und später bei Heinrich Neuhaus, dessen Assistent er ab 1957 war. 1949 gewann er neben Tamara Gussewa den Ersten Preis beim Internationalen Jugend- und Studentenfestival in Budapest und den siebten Preis beim Internationalen Chopin-Wettbewerb in Warschau. 1953 erhielt er gemeinsam mit Philippe Entremont den Zweiten Preis beim Long-Thibaud-Wettbewerb in Paris.
Er trat als Klaviersolist in der Sowjetunion auf und unternahm später Tourneen durch Frankreich, Spanien und Japan. 1965 gründete er mit Eduard Gratsch und Natalja Schachowskaja ein Klaviertrio. 1972 wurde er Professor am Moskauer Konservatorium und leitete bis 1978 das Department für Klavier. Außerdem gab er Meisterklassen in Fontainebleau and Dijon, wo er ein Musikinstitut gründete, das seinen Namen trägt. Zum Repertoire Malinins gehörten neben Werken romantischer Komponisten wie Fryderyk Chopin, Franz Liszt, Robert Schumann und Johannes Brahms insbesondere die späten Sonaten Beethovens sowie Kompositionen zeitgenössischer russischer Komponisten wie Sergei Rachmaninow, Nikolai Mjaskowski, Dmitri Schostakowitsch und Rodion Schtschedrin. Der Bruder Malinins, Wladimir Malinin, wurde als Geiger bekannt.